# Hymni i Flamurit
"Hymni i Flamurit" ou "Himni i Flamurit" (pt. "Hino à Bandeira") é o hino nacional da Albânia. A letra foi escrita pelo poeta albanês Aleksander Stavre Drenova, tendo sido publicada originalmente como um poema na Liri e Shqipërisë (pt. Liberdade da Albânia), um jornal albanês de Sófia, na Bulgária. A música do hino foi composta pelo compositor romeno, Ciprian Porumbescu.